# Pyrrhula erythaca

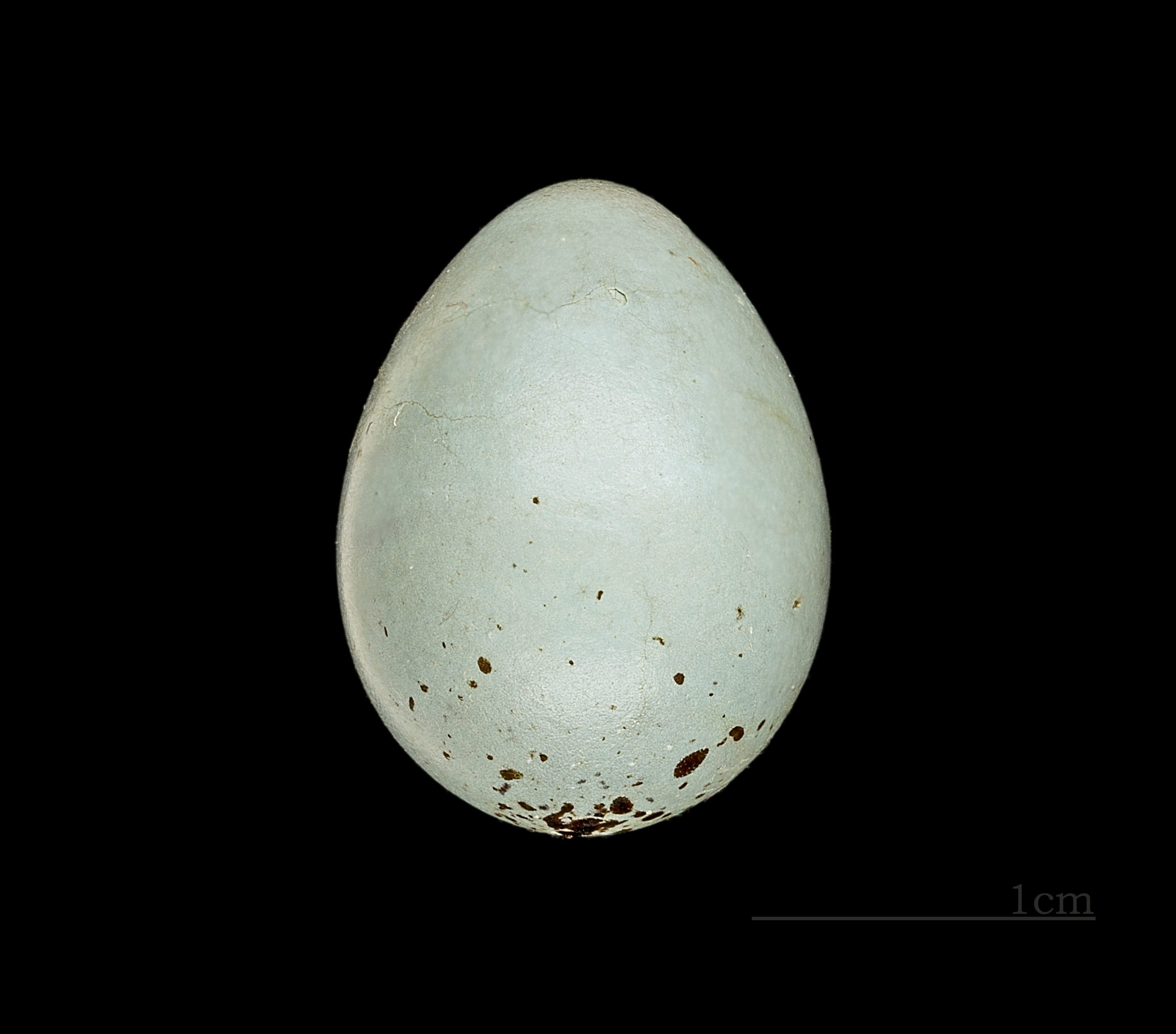
Pyrrhula erythaca

Pyrrhula erythaca là một loài chim trong họ Fringillidae.